# Producător muzical

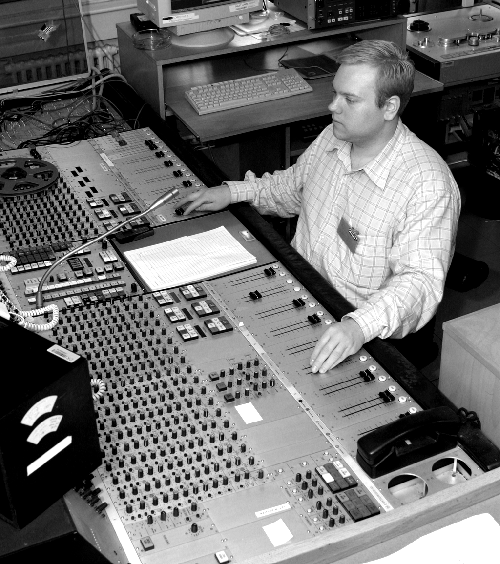
Producător muzical

Producatorul muzical produce instrumentale/aranjamente muzicale, este persoana responsabilă pentru imprimare voci sau instrumente, elaborarea stilului muzical, creării imaginii publice, pentru organizarea, finanțarea, monitorizarea și implementarea acestei lucrări în cadrul unui proiect.